# Миллениум-парк
Миллениум-парк (англ. Millennium Park) — общественный парк города Чикаго, входящий в состав паркового комплекса Грант-парк, располагающегося на берегу озера Мичиган. Парк занимает территорию площадью 24,5 акра (99 000 м²).
Проектные работы начались в октябре 1997 года. Строительство велось в течение 6 лет с октября 1998 по июль 2004 года на месте бывшей автостоянки железнодорожной компании Illinois Central Railroad. На торжественном открытии, состоявшемся 16 июля 2004 года, присутствовало порядка 300 000 человек. С момента окончания строительства Миллениум-парк был удостоен более чем 30-ти престижных наград.
Вход для посетителей свободный. Парк открыт ежедневно с 6:00 до 23:00.

## Достопримечательности

### Площадь AT&T Плаза и Клауд Гейт
Клауд-Гейт (Cloud Gate, в переводе с англ. — «Облачные врата») — американская общественная скульптура британского художника и скульптора Аниша Капура, расположенная на площади AT&T Плаза. Работы по строительству и возведению конструкции длились с 2004 по 2006 год. Вся скульптура состоит из каркаса и 168 листов нержавеющей стали, сваренных воедино и тщательно отполированных. Высота Клауд Гейт — 10 м, длина — 20 м, ширина — 13 м, общий вес — 99,8 тонн (110 американских тонн). В народе скульптура получила прозвище The Bean (рус. Боб) за свою бобово-образную форму.

## Бюджет
В рамках первоначального проекта строительство Миллениум-парка планировалось завершить к 2000 году при бюджете 150 млн долларов. Однако расчёты не сбылись. Строительство затянулось до 2004 года, а издержки превысили первоначальную сумму более чем в три раза. Окончательная стоимость проекта составила $475 млн. Из городского бюджета было выплачено в общей сложности $270 млн, оставшуюся сумму собрали благодаря частным взносам. По оценкам городских властей затраты на строительство окупятся за счёт туризма, так как ожидается, что парк привлечёт порядка 2—3 миллионов посетителей в год.
| Проект                                                | Запланированная стоимость | Окончательная стоимость | Процент переплаты |
| ----------------------------------------------------- | ------------------------- | ----------------------- | ----------------- |
| Гараж                                                 | $87,5 млн.                | $105,6 млн.             | 21 %              |
| Надстройка пригородной железнодорожной компании Metra | $43 млн.                  | $60,6 млн.              | 41 %              |
| Павильон Прицкера                                     | $10,8 млн.                | $60,3 млн.              | 458 %             |
| Театр Харриса                                         | $20 млн.                  | $60 млн.                | 200 %             |
| Благоустройство и озеленение парка                    | —                         | $42,9 млн               |                   |
| Расходы на дизайн и управление                        | —                         | $39,5 млн               |                   |
| Материальное обеспечение                              | $10 млн.                  | $25 млн.                | 150 %             |
| Фонтан Crown Fountain                                 | $15 млн.                  | $17 млн.                | 13 %              |
| Пешеходный мост Бритиш Петролеум                      | $8 млн.                   | $14,5 млн.              | 81 %              |
| Сад Лури                                              | $4-8 млн.                 | $13.2 млн.              | 230 %-65 %        |
| Скульптура Клауд-Гейт                                 | $6 млн.                   | $23 млн.                | 283 %             |
| Павильоны Exelon                                      | —                         | $7 млн                  |                   |
| Внутренний двор и площадь Wrigley Square              | $5 млн.                   | $5 млн                  |                   |
| Чейз Променад                                         | $6 млн.                   | $4 млн                  |                   |
| Площадь и каток McCormick Tribune Plaza & Ice Rink    | $5 млн.                   | $3,2 млн                |                   |
| Прочие расходы                                        | —                         | $1,6 млн                |                   |